# Per Frandsen
Per Frandsen (Kopenhagen, 6 februari 1970) is een Deens voormalig voetballer die speelde als middenvelder.

## Carrière
Frandsen speelde in de jeugd van Boldklubben 1903 en maakte zijn debuut in 1989 voor het eerste elftal. Hij speelde er twee seizoenen en trok naar het Franse Lille OSC waar hij bleef spelen tot in 1994. Hij keerde terug naar eigen land om bij FC Kopenhagen te gaan spelen waarmee hij in 1995 de beker won. Hij ging in 1996 naar het Engelse Bolton Wanderers waar hij speelde tot in 1999. Hij speelde een seizoen voor Blackburn Rovers en keerde terig naar Bolton Wanderers. Zijn carrière sloot hij in 2005 af bij Wigan Athletic.
Hij speelde 23 interlands voor Denemarken en nam met de Deense ploeg deel aan de Olympische Spelen in 1992 en aan het WK voetbal 1998.
Na zijn spelerscarrière werd hij eerst assistent coach bij HB Køge om daarna van 2012 tot 2014 de club te trainen als hoofdcoach. Hij werd in 2015 coach bij AB Gladsaxe tot 2017 en daarna bij Hvidovre IF.

## Privéleven
Pers broer Sören was ook een voetballer.

## Erelijst
- FC Kopenhagen
  - Deense voetbalbeker: 1995

1 Jørgensen ·
2 Helveg ·
3 Laursen ·
4 Thomsen ·
5 Frank ·
6 Kjeldbjerg ·
7 Madsen ·
8 Ekelund ·
9 Molnar ·
10 Frandsen ·
11 Møller ·
12 Risager ·
13 Tøfting ·
14 Højer ·
15 Hansen · 
16 Flies ·
17 Mosegaard Madsen ·
18 Larsen ·
19 Andersen ·
20 Johansen ·
Coach: Jensen
1 Schmeichel ·
2 Schjønberg ·
3 Rieper ·
4 Høgh ·
5 Heintze ·
6 Helveg ·
7 Nielsen ·
8 Frandsen ·
9 Molnar ·
10 M. Laudrup  ·
11 B. Laudrup ·
12 Colding ·
13 Laursen ·
14 Wieghorst ·
15 Tøfting ·
16 Krogh ·
17 Goldbæk ·
18 Møller ·
19 Sand ·
20 Henriksen ·
21 Jørgensen ·
22 Kjær ·
Coach: Johansson